# Râul Zănoaga, Râul Galben
Râul Zănoaga este un curs de apă, afluent al Râului Galben. 

## Hărți
- Harta Munților Parâng [nefuncțională – arhivă]